# Winda kosmiczna

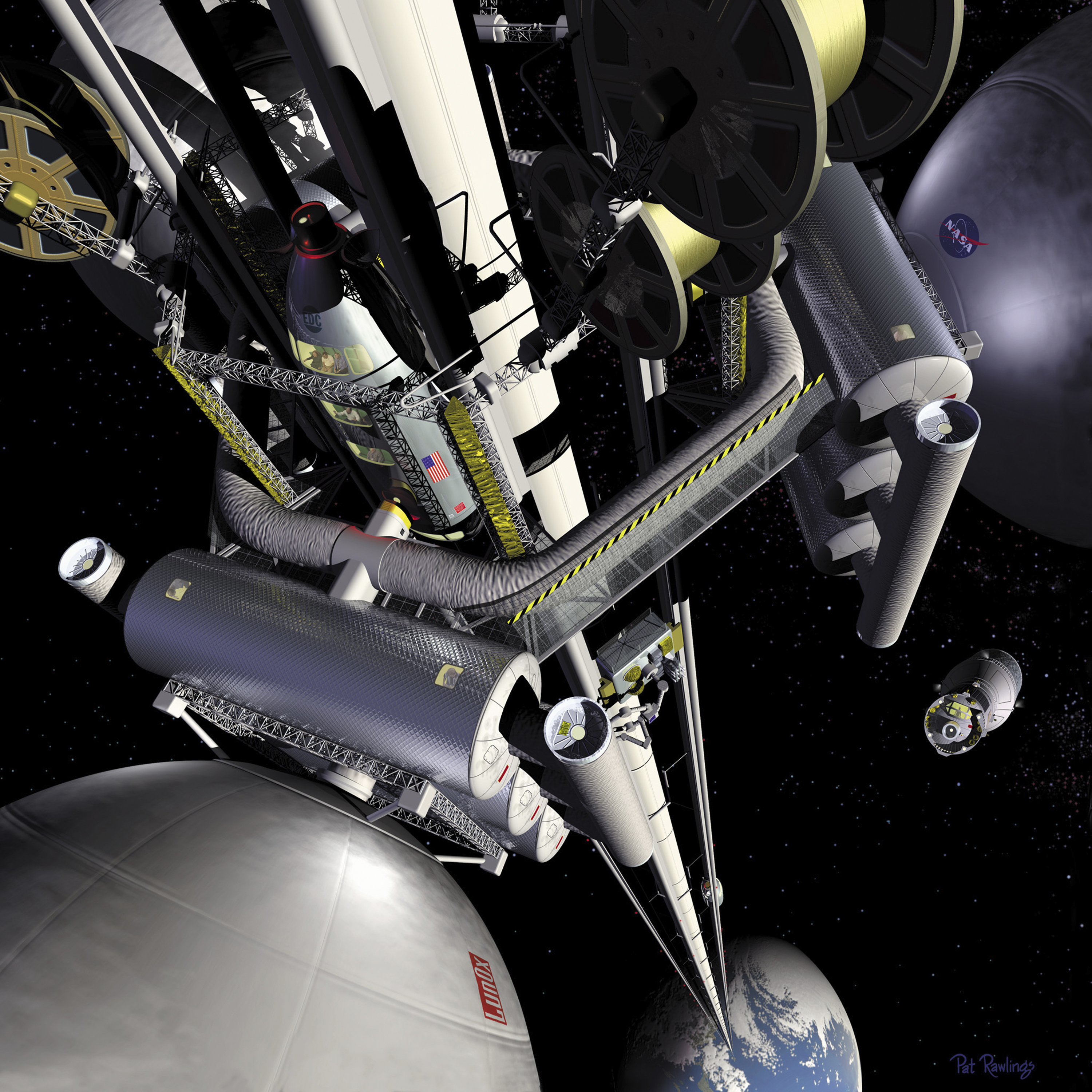
Artystyczna koncepcja windy kosmicznej

Winda kosmiczna – proponowana konstrukcja, służąca do wynoszenia obiektów z powierzchni ciała niebieskiego w przestrzeń kosmiczną. W literaturze nazywana również satelitą na uwięzi, kosmicznym mostem lub wieżą orbitalną.
Istnieje kilka koncepcji działania takiej windy. Najpopularniejsza zakłada opuszczenie z satelity na orbicie geostacjonarnej liny lub wstęgi, aż do powierzchni ciała niebieskiego. Odpowiednio zaprojektowane pojazdy mogłyby wspinać się po tej linie, osiągając orbitę znacznie taniej niż przy użyciu rakiet. Budowa takiej windy na Ziemi wymagałaby jednak liny, która nie zerwałaby się pod własnym ciężarem na długości 36 tysięcy kilometrów. Żadne współcześnie wytwarzane materiały nie spełniają tego wymagania. Potencjalnie jednak włókna wykonane z nanorurek węglowych lub olbrzymich rurek węglowych mogłyby je spełnić. Do zbudowania wind na ciałach o mniejszej grawitacji, takich jak Mars albo Księżyc, wystarczyłyby jednak liny z dostępnych już materiałów.

## Konstrukcja

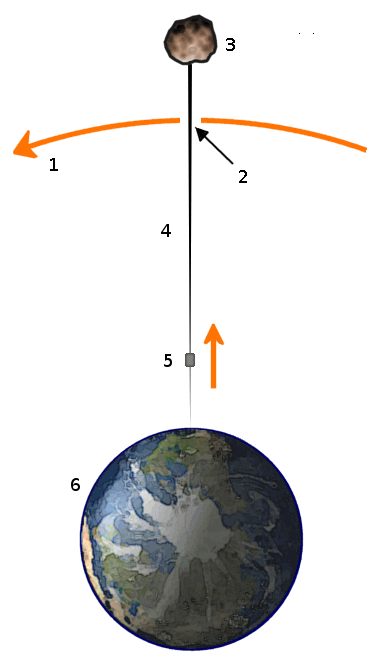
Schemat windy kosmicznej:
1 – orbita geostacjonarna
2 – środek ciężkości całego układu
3 – przeciwwaga (satelita na uwięzi)
4 – lina, 5 – pojazd wspinający
6 – Ziemia (nie zachowano proporcji)

Większość projektów windy kosmicznej zawiera jako najistotniejsze elementy podstawę, linę, pojazdy wspinające i przeciwwagę.

### Podstawa
Środek ciężkości windy musi znajdować się na orbicie geostacjonarnej (około 35 786 km nad równikiem). Punkt zakotwiczenia liny powinien być zatem położony blisko równika, aby zminimalizować dodatkowe naprężenia. Tam też należy umieścić większość infrastruktury niezbędnej do obsługiwania windy, w szczególności załadunku i rozładunku pojazdów wspinających. Projektanci podstawy zasadniczo rozważają dwa jej typy: mobilną i stacjonarną. Mobilne podstawy na ogół są projektowane jako wielkie pływające konstrukcje. Stacjonarne podstawy to zwykle budowle umieszczone na dużych wysokościach nad poziomem morza.
Przewagą konstrukcji pływających jest ich zdolność do unikania największych burz i huraganów. Ponadto dają większą swobodę w wyborze miejsca dla windy. Z drugiej strony konstrukcje naziemne mają łatwiejszy dostęp do materiałów i energii oraz wymagają nieco krótszej liny. Różnica długości jest co prawda minimalna (na ogół nie więcej niż kilka kilometrów), ale wpływa na wymagania wytrzymałościowe dla liny. W bardziej ambitnej wersji windy naziemna konstrukcja byłaby wystarczająco wysoka, żeby osłonić windę przed warunkami atmosferycznymi.

### Lina
Lina łącząca satelitę z podstawą musi zostać wykonana z materiału o gigantycznej wytrzymałości na rozciąganie i możliwie małej gęstości. Aby zrównoważyć naprężenia, grubość liny powinna powoli rosnąć wraz z wysokością i osiągać maksimum na wysokości orbity geostacjonarnej. Aby koszty całej windy były akceptowalne, grubość nie może wzrosnąć zbyt wiele razy. Oznacza to, że potrzebny jest tani i lekki materiał o wytrzymałości na rozciąganie rzędu 30-50 MN·m/kg, co oznaczałoby konieczność wzrostu średnicy 2-3 krotnie. Dla współczynnika wynoszącego 10 MN·m/kg potrzebne byłoby już kilkunastokrotne zwiększenie średnicy.
Dla porównania: dla najlepszej stali współczynnik ten wynosi poniżej 1 MN·m/kg, dla Kevlaru do 2 MN·m/kg, natomiast dla włókna wykonanego z czystego diamentu wyniósłby około 6-8 MN·m/kg.
Nanorurki węglowe są obecnie jednymi z najwytrzymalszych znanych materiałów i teoretycznie mogłyby spełnić stawiane tu wymagania. W obecnej chwili nie ma jednak jeszcze technologii wytwarzania ich w wystarczająco dużych ilościach i w żądanej postaci. Teoretyczne obliczenia wskazują na możliwość osiągnięcia powyżej 100 MN·m/kg, a najwyższy do tej pory zmierzony wynik to 63 GPa, co w połączeniu z niewielką gęstością oznacza około 40 MN·m/kg. Obecnie prowadzone są intensywne badania nad uzyskiwaniem dłuższych i czystszych nanorurek, oraz nad łączeniem ich w wytrzymałe włókna.
Wśród znanych obecnie materiałów największy iloraz wytrzymałości na rozciąganie przez gęstość mają olbrzymie rurki węglowe – rzędu 60 MN·m/kg. Spełniają one wymagania do stworzenia windy kosmicznej, pod warunkiem że udałoby się wyprodukować wystarczająco długie włókna zachowując ich własności.

#### Kształt liny
Z powodu różnicy naprężeń na różnych wysokościach, grubość liny będzie musiała się zmieniać w ściśle określony sposób, tak aby oprócz wynoszonego ładunku utrzymywać ciężar liny poniżej. Uwzględniając grawitację i siłę odśrodkową, można pokazać, że przekrój liny powinien zmieniać się z wysokością zgodnie z równaniem całkowym, które wyprowadzimy ze wzorów podanych w orbita geostacjonarna:
{\displaystyle sf(x)=\int \limits _{b}^{x}\rho f(r)\left({\frac {GM}{r^{2}}}-\omega ^{2}r\right)\,dr}
{\displaystyle f(b)=c}
Odpowiednie symbole oznaczają:
- {\displaystyle f} – funkcja przekroju liny w zależności od odległości od środka Ziemi;
- {\displaystyle \rho } – gęstość materiału, z którego zrobiona jest lina;
- {\displaystyle s} – wytrzymałość liny na rozciąganie;
- {\displaystyle \omega } – prędkość obrotową Ziemi (7,292 × 10−5 rad/s);
- {\displaystyle b} – odległość punktu zaczepienia od środka Ziemi. Dla punktu znajdującego się przy powierzchni na równiku równa 6378 km;
- {\displaystyle GM} – stała grawitacyjna przemnożona przez masę Ziemi. Iloczyn, zależny tylko od masy planety, zwany jest współczynnikiem grawitacyjnym ciała, dla Ziemi jest on równy 398600;
- {\displaystyle c} – jest masą kabiny, czyli wytrzymałością dolnego krańca liny.

### Ładunki wjeżdżające
Z uwagi na zmienną grubość liny, winda kosmiczna nie mogłaby wciągać ładunków w standardowy sposób, przez wciąganie całej liny. Zamiast tego proponuje się użycie samodzielnych pojazdów wjeżdżających po linie. Ich sposób wspinania się mógłby być różnoraki: od rolek obejmujących linę, przez różne rodzaje haków, do poduszki magnetycznej.
Głównym problemem będzie zasilanie takich pojazdów. Jeśli musiałyby zabierać ze sobą paliwo na całą drogę, zysk z użycia windy byłby niewielki (co najwyżej związany z możliwością użycia energii atomowej i z uzyskiwaniem przez pojazdy dodatkowego momentu pędu od Ziemi). Dlatego rozważa się zasilanie ich za pomocą wiązki laserowej lub mikrofalowej wysyłanej z powierzchni. Istnieje też możliwość przekazywania energii bezpośrednio za pomocą liny. Część projektów zakłada przekazywanie części energii wjeżdżającym wagonom przez zjeżdżające.
Częstotliwość kursowania pojazdów musiałaby być dobrana tak aby nie przekroczyć wytrzymałości liny. Najsłabszym punktem będzie zamocowanie przy powierzchni – wagon znajdujący się wyżej obciążałby już linę proporcjonalnie mniej w miarę wzrostu grubości liny, spadku ciążenia i wzrostu siły odśrodkowej. Ponieważ mniejsze pojazdy dawałyby znacznie większe możliwości w kontrolowaniu naprężeń, sugeruje się użycie ich jak najmniejszych, na ile pozwoli na to technologia i konieczność uzyskiwania przez nie odpowiednich prędkości.

### Przeciwwaga
Są dwie główne metody uzyskania środka ciężkości windy na orbicie geostacjonarnej: przyholowanie na orbitę, nieco powyżej geostacjonarnej, dużego obiektu (np. asteroidy) i przymocowanie windy do niego, lub rozciągnięcie liny daleko poza tę orbitę. Druga możliwość wymaga znacznie więcej liny (144 000 km), ale jest też znacznie prostsza w realizacji. Dodatkowo daje możliwość użycia liny do wystrzeliwania pojazdów na odległe misje kosmiczne. Kontynuując wspinaczkę powyżej orbity geostacjonarnej, na przeciwległym końcu liny pojazdy opuszczałyby windę z prędkością pozwalającą na osiągnięcie orbity Saturna (a przy użyciu asysty grawitacyjnej nawet dalszych planet).
Jedno rozwiązanie nie wyklucza drugiego. Im dalej od orbity geostacjonarnej jest masa, tym mniej jej potrzeba. Do masy umieszczonej na orbicie można później dołączyć linę rozciągniętą w przeciwnym kierunku, która w takiej sytuacji mogłaby nawet być dłuższa i umożliwiać nadawanie pojazdom większych prędkości.

## Działanie windy

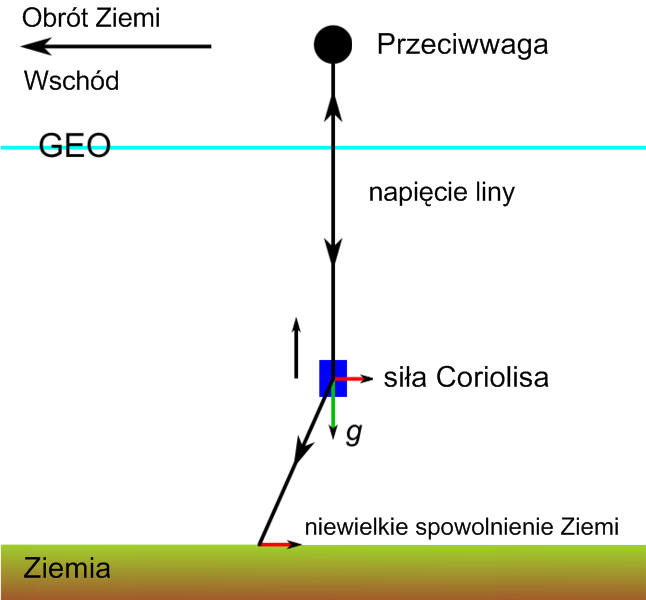
Wznoszące się pojazdy odchylałyby windę od pionu o około 1 stopień, ponieważ szczyt windy poruszałby się w poziomie szybciej niż jej zamocowanie. Diagram nie zachowuje skali.

Ładunek wjeżdżający windą nabierałby nie tylko wysokości, ale również prędkości w poziomie, proporcjonalnej do odległości od środka Ziemi. Tym samym uzyskiwałby moment pędu, zabierając go Ziemi. Wciągając się po linie, pojazd ciągnąłby ją dodatkowo lekko w kierunku zachodnim (przeciwnie do jej ruchu obrotowego). Przy prędkości 200 km/h oznaczałoby to odchylenie dolnej partii liny o około 1 stopień od pionu. Naprężona lina ciągnęłaby pojazd na wschód, przenosząc tę siłę na podstawę, ciągnąc ją na zachód. Odwrotne siły działałyby przy zjeżdżaniu ładunku z orbity. W obu przypadkach naciąg liny wywołany siłą odśrodkową działającą na przeciwwagę przeciwdziałałby odchyleniu windy od pionu.
Powyżej orbity geostacjonarnej ładunek byłby wypychany w górę liny przez samą siłę odśrodkową. Jeśli rozpędzałby się swobodnie do końca przeciwwagi, przekazany mu przez ten czas moment pędu przełożyłby się na prędkość pozwalającą opuścić pole grawitacyjne Ziemi i dolecieć aż do Saturna. Aby uzyskiwać jeszcze większe prędkości, można zaprojektować dłuższą przeciwwagę (np. z cieńszej liny). Należałoby przy tym jednak uwzględnić obecność Księżyca i jego wpływ na windę.

## Windy poza Ziemią
Windy kosmiczne mogą być oczywiście budowane również poza Ziemią, na orbitach stacjonarnych nad innymi planetami, księżycami i asteroidami.
Zbudowanie windy na Marsie mogłoby okazać się nawet prostsze niż na Ziemi. Mars ma masę dziewięciokrotnie mniejszą niż Ziemia, a obraca się mniej więcej z tą samą prędkością. Orbita stacjonarna jest tam więc na dwukrotnie mniejszej wysokości, a więc potencjalna winda byłaby odpowiednio krótsza. Ponadto niższe ciążenie (38% ziemskiego przy powierzchni) wpływa na wymaganą wytrzymałość liny – wystarczyłaby mniej więcej czterokrotnie słabsza (8 MJ/kg). Unikalnym problemem na Marsie może okazać się jego księżyc Fobos, którego orbita przecinałaby się z windą. Ponieważ nachylenie orbity Fobosa wynosi 1 stopień, możliwym rozwiązaniem byłoby odsunięcie podstawy windy kilka stopni (np. 5) od równika. Przełożyłoby się to na nieznacznie większe naprężenia, ale uniemożliwiłoby kolizję.
Skonstruowanie windy na Księżycu napotyka na inne problemy. Co prawda Księżyc ma znacznie mniejszą masę, ale jest zwrócony zawsze tą samą stroną w kierunku Ziemi. Oznacza to że środek ciężkości potencjalnej windy musiałby znajdować się w punkcie gdzie siły odśrodkowe równoważą siły grawitacji Ziemi i Księżyca. Punktów takich jest tylko kilka (w porównaniu z nieskończoną liczbą punktów na orbicie geostacjonarnej Ziemi). Noszą nazwę punktów Lagrange’a. Windy mogłyby zostać umieszczone w punkcie L1 (po stronie Ziemi) lub L2 (po przeciwnej stronie, aby ułatwić podróże w daleki kosmos). Odległość tych punktów od Księżyca wynosi około 60 000 km, ale bez dodatkowej masy w tych punktach długość całej windy musiałaby wynosić odpowiednio 290 000 km (dla punktu L1) i 525 000 km (dla punktu L2). Na szczęście wymagania na wytrzymałość tych lin byłyby tu jeszcze mniejsze niż w przypadku Marsa.
Merkury i Wenus obracają się na tyle wolno, że umieszczanie nad nimi wind będzie prawdopodobnie nieopłacalne. Orbita stacjonarna Merkurego znajduje się na wysokości 243 000 km, a Wenus aż 1 476 000 km. Z kolei gazowe giganty mają zbyt dużą grawitację, by dało się tam umieścić windę. Realne natomiast wydaje się konstruowanie wind na niektórych ich księżycach.
Duże, szybko obracające się asteroidy mogłyby być również dobrym miejscem na umieszczanie wind. Pozwalałoby to na wygodne wyrzucanie dużych partii materiału z ich powierzchni w żądanym kierunku. Z kolei sprowadzanie materiału na ich powierzchnię mogłoby służyć jako źródło energii, szczególnie na dalekich orbitach, gdzie światło Słońca jest słabe.

## Budowa windy
Rakiety kosmiczne są bardzo kosztownym sposobem wynoszenia ładunków w kosmos. Aby zminimalizować koszty budowy windy, zakłada się początkowe wyniesienie możliwie lekkiego „zaczątka” windy, który mógłby posłużyć do wyniesienia reszty jej masy, działając sam jak winda kosmiczna.
Minimalną masę startową szacuje się na 20 ton. Masę taką można obecnie wynieść na orbitę jednym kursem. Byłby to zwój cienkiej liny (kilkadziesiąt mikrometrów przekroju), zdolnej do utrzymania poza swoją masą dodatkowych kilkudziesięciu kilogramów. Z orbity geostacjonarnej należałoby rozpocząć rozwijanie liny wystrzeliwując jej koniec w takim kierunku by umieścić go na niższej orbicie. Gdy różne partie liny będą znajdowały się na różnych orbitach, siły pływowe spowodują dalsze jej rozwijanie. Po osiągnięciu górnych warstw atmosfery dolny koniec liny będzie silniej hamowany, aż w końcu zbliży się do powierzchni Ziemi. Wtedy należy przechwycić go w powietrzu i zamocować do przygotowanej podstawy.
Po tej linie miniaturowe pojazdy wnosiłyby kolejne porcje materiału, wzmacniając ją i umożliwiając wjazd coraz większym pojazdom. Osiągnięcie pełnej przepustowości zajęłoby w ten sposób kilka miesięcy.

## Możliwe problemy
Jak każda duża konstrukcja, winda kosmiczna będzie narażona na różnorakie trudności, przed którymi należy się wcześniej zabezpieczyć.
Pierwszym problemem są satelity. Każdy obiekt na orbicie Ziemi innej niż geostacjonarna, prędzej czy później znajdzie się na kursie kolizyjnym z windą. O ile większość działających satelitów ma możliwość uniknięcia zderzenia przez drobną zmianę kursu, wszelkie kosmiczne śmieci będą musiały być wcześniej usunięte w inny sposób. Przy uważnym monitorowaniu obszaru wokół windy, użycie „miotły laserowej” powinno rozwiązać ten problem.
Drugim i poważniejszym problemem są meteoroidy, nadlatujące z losowych kierunków i z większą prędkością niż kosmiczne śmieci. Należy się spodziewać, że kosmiczna winda będzie raz na jakiś czas trafiana, niezależnie od wprowadzonych zabezpieczeń. Między innymi dlatego postuluje się zastąpienie jednej grubszej liny zestawem mniejszych, oddalonych od siebie i połączonych linami poprzecznymi. Po zerwaniu jednej lub dwóch z nich pozostałe mogłyby utrzymać ciężar windy do czasu naprawienia szkód.
Największym problemem są meteoroidy o małych rozmiarach (poniżej milimetra), występujące w dużych ilościach na pewnych wysokościach. Ich unikanie będzie niemożliwe i będą powodowały ciągłe uszkadzanie fragmentów liny. Aby przedłużyć trwałość liny i umożliwić nieprzerwane działanie windy proponuje się plecenie poszczególnych włókien w postaci wąskich sieci, które są mniej wrażliwe na przebijanie niż spójne taśmy. Komplikuje to dodatkowo problem wytworzenia wystarczająco wytrzymałego włókna. Według niektórych analiz, statystyczna ilość defektów które muszą się pojawić w procesie produkcji, obniży wytrzymałość nanorurek poniżej poziomu wymaganego przez konstrukcję.
W obrębie atmosfery dochodzą dodatkowe problemy związane z korozją i warunkami pogodowymi. Korozja może być szczególnie aktywna w termosferze, gdzie występuje tlen atomowy. Na tym obszarze prawdopodobnie potrzebne będzie dodanie odpowiedniego pokrycia na włókno, co powiększy proporcjonalnie masę windy. Na mniejszych wysokościach groźne mogą być burze i huragany. Mobilna podstawa mogłaby umożliwić unikanie najgroźniejszych z nich. W przypadku podstawy stacjonarnej pozostaje użycie nieprzewodzącej liny i umożliwienie jej swobodnego obracania się dla zmniejszenia naprężeń związanych z wiatrem. Kosztowniejsze projekty zakładają zamiast tego przymocowanie liny do szczytu bardzo wysokiej i wytrzymałej wieży, która przyjmowałaby na siebie niekorzystne warunki pogodowe.

### W przypadku katastrofy
Jeśli pomimo wszelkich zabezpieczeń nastąpi zerwanie liny, możliwe scenariusze będą zależały od tego na jakiej stanie się to wysokości. W przypadku uszkodzenia przy samej podstawie, winda pod wpływem siły odśrodkowej przesunie się na nieco wyższą orbitę. Wynika to z faktu, że lina będzie utrzymywana w lekkim napięciu, aby każdy kolejny pojazd nie powodował ściągania całej struktury w dół. W teorii luźny koniec powinno dać się na powrót przymocować do podstawy. Może to jednak być trudne w realizacji, i niektórzy sugerują w takiej sytuacji opuszczenie z orbity nowej liny.
Jeśli zerwanie nastąpi na większej wysokości, dolna część liny opadnie na Ziemię, podczas gdy górna powędruje na wyższą orbitę. Wbrew spotykanym w literaturze wizjom (np. w Trylogii marsjańskiej Robinsona), spadająca lina nie powinna wyrządzić wielkich szkód na powierzchni. Z uwagi na swoją małą gęstość, lina w znacznej większości ulegnie spaleniu w atmosferze. Do Ziemi dotrą najwyżej niewielkie jej fragmenty. Górna część windy, po ponownym umieszczeniu na właściwej orbicie może posłużyć do opuszczenia nowej liny. Uszkodzenie powyżej orbity geostacjonarnej, w obszarze „przeciwwagi”, spowoduje opadnięcie na Ziemię całej dolnej części, łącznie ze stacją na orbicie geostacjonarnej. Symulacje pokazują, że w takiej sytuacji lina zadziała jak proca, przechylając się i zwiększając naprężenie do momentu zerwania w drugim miejscu i wyrzucenia centralnej stacji poza orbitę.
Wszelkie pojazdy znajdujące się w chwili katastrofy na opadającej części windy również wejdą w atmosferę. Ponieważ i tak muszą one jednak być przygotowane na ewentualność odpadnięcia od liny, powinny być konstruowane z uwzględnieniem takiego scenariusza.
Pojazd, który w chwili odpadnięcia (lub zerwania liny) znajduje się poniżej około 23 000 km, wchodzi w atmosferę i w końcu spala się w niej lub spada na Ziemię. Powyżej tej krytycznej wysokości, jego orbita będzie w całości przebiegać ponad atmosferą, co pozwoli mu dokonać pełnego okrążenia wokół Ziemi. Po jego wykonaniu nie trafi już na windę (która w tym czasie przemieści się), ale może zostać przechwycony przez umieszczony w międzyczasie w odpowiednim miejscu pojazd kosmiczny.
Odpadając na wysokości orbity geostacjonarnej pojazd pozostaje nieruchomy względem windy, będąc razem z nią na tej samej orbicie. Odpadając wyżej, będzie wchodził na coraz bardziej wydłużone orbity eliptyczne z najniższym punktem w punkcie startu. Wreszcie powyżej mniej więcej 47 000 km jego prędkość będzie już większa od prędkości ucieczki z Ziemi i wyrwie się on z orbity, stając się satelitą Słońca. W takim przypadku uratowanie pojazdu i jego ewentualnej załogi byłoby przy obecnych środkach niewykonalne.

### Pasy Van Allena

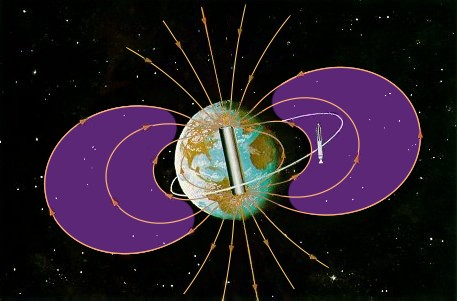
Pasy Van Allena obejmują dużą część drogi na orbitę

Winda kosmiczna przechodziłaby przez pasy radiacyjne i wynoszone ładunki musiałyby spędzać w nich znacznie więcej czasu niż szybko poruszające się rakiety. Nie stanowi to problemu dla większości ładunków, jednak ludzie i inne żywe istoty musiałyby prawdopodobnie podróżować w specjalnie osłoniętych wagonach, aby uniknąć śmiertelnych dawek promieniowania. Osłony same mogłyby być częścią użytecznego ładunku, zawierając wodę, żywność lub elementy konstrukcyjne.
Możliwe też, że z uwagi na stosunkowo długi czas podróży, ludzie i tak będą podróżowali na orbitę za pomocą rakiet, a winda będzie służyła jedynie do przewożenia ładunków.

## Kwestie polityczne i ekonomiczne
Aby zbudować pierwszą windę kosmiczną, trzeba najpierw ustalić sposób finansowania jej budowy, zarządzania nią i struktury własności. Jest to kosztowne przedsięwzięcie (szacowane na 6,2 miliardów dolarów przy odniesieniu do cen z roku 2004), które nie zwróci się szybciej niż w ciągu dziesięciu lat. Jest to koszt porównywalny z kosztami dużych międzynarodowych projektów, takich jak Międzynarodowa Stacja Kosmiczna (ISS) lub ITER. Bogatsze państwo lub konsorcjum kilku mniejszych mogłoby w taki projekt zainwestować. Faktycznie już teraz zainteresowanie wyraziło kilka firm i agencji. Powstały również ośrodki badawcze zajmujące się głównie tą tematyką, m.in. LiftPort Group.
Z punktu widzenia politycznego, projekt o tej skali powinien być realizowany w ramach partnerstwa wielu państw. Winda kosmiczna niewątpliwie ma zastosowanie wojskowe, pozwalając tanio umieszczać w kosmosie obiekty militarne, umożliwiając opanowanie przestrzeni orbitalnej na podobnej zasadzie jak opanowuje się przestrzeń powietrzną. Ponadto otwiera dziedziny gospodarki dotychczas niedostępne. Eksploracja kosmosu na dużą skalę, dostęp do surowców na asteroidach i orbitalne elektrownie będą prawdopodobnie przynosić zyski tym, którzy posiadają dostęp do wind kosmicznych. Aby uniknąć destabilizującego wpływu tej technologii na gospodarkę, wkrótce po wybudowaniu pierwszej windy powinno powstać wiele kolejnych, konstruowanych już znacznie taniej przy użyciu pierwszej.
Zakładając że będzie to przedsięwzięcie międzynarodowe, należy wcześniej rozważyć wiele problemów dyplomatycznych. Gdzie będzie się znajdowała podstawa i czy będzie stanowiła obszar eksterytorialny? Jakie państwa będą mogły jej używać i jak często? Kto będzie kontrolował przestrzeń powietrzną wokół windy? Kto będzie odpowiedzialny za chronienie jej przed terroryzmem lub wrogimi państwami?
Pierwsza winda może zostać użyta do taniego zbudowania kolejnych, ale wymagałoby to od jej właścicieli zgody na rezygnację z monopolu. Bardzo prawdopodobne, że struktura własności kolejnych wind byłaby więc przeniesieniem struktury własności pierwszej z nich. Jednak w momencie gdy odpowiednia technologia będzie już dostępna, każde państwo mające dostęp do zwykłego przemysłu kosmicznego będzie mogło zbudować własną windę w zwykły sposób.
Winda kosmiczna byłaby cennym obiektem o dużym znaczeniu strategicznym, będąc jednocześnie łatwą do uszkodzenia. Dlatego stawałaby się jednym z pierwszych celów przy każdym konflikcie z jednym z jej właścicieli. Ze względów bezpieczeństwa nie można by więc po jej zbudowaniu całkowicie zrezygnować z rozwijania innych technologii dostępu do kosmosu.
Arthur C. Clarke porównał windę kosmiczną do pierwszego transatlantyckiego kabla telegraficznego, „Projektu Apollo tamtych czasów”, ukończonego w 1866 roku, po kilku nieudanych próbach.

## Historia

### Najstarsze idee
Pomysły istnienia wież sięgających Nieba można znaleźć już w Biblii, pod postacią wieży Babel i drabiny, która przyśniła się Jakubowi.
W bardziej współczesnej postaci pomysł windy kosmicznej pochodzi od rosyjskiego naukowca Konstantina Ciołkowskiego, który zainspirowany wieżą Eiffla zaproponował wieżę sięgającą aż do orbity geostacjonarnej. Na orbicie znajdowałby się „pałac”, na końcu wrzecionowatego kabla, podtrzymującego konstrukcję.

### Dwudziesty wiek
Projekt budowania od podstawy jest niewykonalny, ponieważ nie istnieje materiał o wystarczającej wytrzymałości na zgniatanie, aby unieść własną masę przy takiej wysokości. Minęło ponad pół wieku, zanim zaproponowano zupełnie inne podejście. Pierwszym autorem pomysłu opuszczenia windy z orbity był Jurij Artsutanow. Jego publikacja z 1960 roku uwzględniała przeciwwagę oraz kabel o zmieniającej się grubości, tak aby utrzymać stałe naprężenie na całej długości.
Stworzenie odpowiedniego kabla o długości ponad 35 tys. kilometrów jest jednak sporym wyzwaniem. W 1966 roku przeprowadzono w USA analizę, jaki materiał mógłby spełnić wymagania wytrzymałościowe. Wyniki pokazały, że musiałby być co najmniej dwukrotnie wytrzymalszy od najwytrzymalszych znanych materiałów, w tym grafitu, diamentu czy kwarcu.
W kolejnych latach powstały analizy uwzględniające przeciwwagę o zmieniającej się grubości, analizujące wpływ Księżyca, wpływ wędrujących pojazdów na naprężenia oraz czynniki meteorologiczne. Na bazie tych idei zaproponowano również kilka zastosowań dla łączenia satelitów linami. Sama winda pozostała jednak przez kolejne lata domeną SF.

### Dwudziesty pierwszy wiek
Badania nad nanorurkami węglowymi spowodowały odświeżenie odrzucanych wcześniej pomysłów. Bradley C. Edwards opracował kolejne analizy, uwzględniające plany umieszczenia windy, projekty pojazdów wspinających, zasilanie, unikanie kosmicznych śmieci, zakotwiczenie, ochronę przed tlenem atomowym i czynnikami meteorologicznymi, harmonogram i koszty produkcji oraz zagrożenia dla środowiska. Plany te pozwoliły mu uzyskać granty od NASA na rozwiązanie problemów inżynieryjnych.
27 kwietnia 2005 roku, Grupa LiftPort ogłosiła budowę fabryki włókien z nanorurek, w celu rozwijania komercyjnych zastosowań takich materiałów i zebrania doświadczenia oraz funduszy koniecznych do konstrukcji windy. 9 września 2005 roku grupa uzyskała pozwolenie Administracji Powietrznej USA na wykorzystanie przestrzeni powietrznej dla testów pojazdów wspinających. 13 lutego 2006 roku grupa ogłosiła przeprowadzenie udanych testów pojazdów wspinających się po opuszczonej z balonów kompozytowej taśmie długości 1 mili, szerokości 5 centymetrów i grubości 1 milimetra.
W celu promowania rozwoju technologii potrzebnych do zbudowania windy kosmicznej, NASA organizuje od 2005 roku zawody Elevator:2010, z nagrodami pieniężnymi wzorowanymi na Ansari X PRIZE. W zawodach tych nagrody są przyznawane za konstrukcję pojazdów wspinających, włókien i systemów zasilania. 6 listopada 2009 roku, nagrodę 900 000 dolarów zdobył w nich zespół LaserMotive, za skonstruowanie pojazdu wspinającego zasilanego naziemnym laserem, który wspiął się ze średnią prędkością 13 km/h na wysokość 900 m po linie opuszczonej ze śmigłowca.

## W popkulturze
Działanie windy kosmicznej jest opisane w utworach science fiction:
- Budowa i praca windy jest głównym tematem powieści Fontanny raju Arthura C. Clarke’a (1979)
- Charles Sheffield(inne języki) The Web Between the Worlds
- Robert A. Heinlein Piętaszek(inne języki) (1982)
- Kim Stanley Robinson Czerwony Mars (1993) – winda na Marsie
- David Gerrold(inne języki) Jumping Off The Planet (2000)
- John Scalzi Wojna starego człowieka (2005)
- Joan Slonczewski The Highest Frontier (2011)